# Wałerij Honczarow
Wałerij Wołodymyrowycz Honczarow (ukr. Валерій Володимирович Гончаров; ros. Валерий Владимирович Гончаров, Walerij Władimirowicz Gonczarow; ur. 19 września 1977) – ukraiński gimnastyk. Dwukrotny medalista olimpijski.
Brał udział w trzech igrzyskach (IO 00, IO 04, IO 08), na dwóch zdobywał medale. W 2000 był członkiem srebrnej ukraińskiej drużyny gimnastycznej, cztery lata później triumfował w ćwiczeniach na poręczach. W tej konkurencji był drugi na mistrzostwach Europy w 2004. Na drążku był trzeci na mistrzostwach świata w 2005.